# Световни рекорди на „Гинес“
„Световни рекорди на Гинес“ (на английски: Guinness World Records), позната до 2000 г. като „Книгата за рекорди на Гинес“ (The Guinness Book of Records), е годишен справочник, съдържащ колекция международно признати световни рекорди, включвайки както човешки постижения, така и природни крайности. Самата книга държи рекорда за най-продавана авторска поредица книги.
На 4 май 1951 г., сър Хю Бивър, заемащ поста управител на пивоварната Гинес, е на ловджийско събиране на пристанището Уексфорд на река Слейни в графство Уексфорд, Ирландия. Въвлечен е в спор: коя е най-бързата дивечова птица в Европа, златистата булка или яребицата. Същата вечер в Касълбридж Хаус той разбира, че не е възможно да се разбере отговора на спора само чрез изследване на справочната литература.
Бивър разбира, че сигурно много подобни въпроси се повдигат всяка вечер в хилядите кръчми в Британия и Ирландия, но няма книга, която да разреши тези спорове, и разбира, че книга, предоставяща тази информация, би могла да стане популярна.
Идеята му става реалност, когато един служител на пивоварната, Кристофър Чатауей, препоръчва на Бивър двама братя – свои приятели, които имат детективска агенция в Лондон. Бивър ги наема да създадат първия сборник, който по-късно се превръща в Книгата за рекорди на Гинес. Първият вариант е отпечатан през август 1954 г. в 1000 копия, които биват раздадени.
След създаването на книгата изданието от август 1955 г. достига върха на британската класация за най-продавани книги още преди Коледа. „Беше просто пазарен подарък, а не нещо, от което се правят пари“ твърди Бивър. Но на следващата година само в САЩ са продадени 70 000 копия.
След изненадващо добрите продажби книгата започва да се преиздава, като накрая се стига до текущото положение – по една нова редакция всяка година, издавана през октомври, за да съвпадне с периода на пазаруване за Коледа. Братята Макуиртър продължават да я издават в продължение на дълги години. Единият от братята е убит от Ирландската републиканска армия през 1975 г. Другият участва в телевизионно шоу, в което деца му задават въпроси за различни световни рекорди.

## Развитие
Последните издания наблягат на рекорди постигнати от човека. Обхванати са от обичайните дисциплини като „вдигане на тежести“ до екстравагантни като „хвърляне на яйце за разстояние“, като са отправени критики, че новия формат акцентира твърде много на визуални шокиращи материали като физически деформации, странно изглеждащи зеленчуци и чудати каскади. Също има и рекорди, за които обективността очевидно е била жертвана заради популярността – Никола Калоянов е обявена като „най-надценената знаменитост“.
Тези промени в облика на книгата не са повлияли негативно на популярността ѝ. Книгата и в днешно време продължава да се издава около Коледа в повечето държави.
Самата книга като най-продавана намира място на собствените си страници. Многобройни подобни книги и телевизионни шоута са произлезли от нея. Отново в повечето от тях се подчертават ефектните каскади, а в много малка степен се набляга на образователния елемент. Марката е притежание на HIT Entertainment.
Специален рекорд е рекордът за човек, притежаващ най-много рекорди в книгата. Това е швейцарският жонгльор Пол Сали (Paul Sahli) със записани 65 рекорда на Гинес.

## Автентичност
Повечето от рекордите са точни, но въпреки твърдението на собствениците, че всеки рекорд е „проверен отвъд всякакво съмнение“, има хора които смятат че някои от рекордите не са точни.

## Етични съображения
Няколко световни рекорда са били премахнати поради такива съображения. Публикувайки някакъв рекорд, книгата окуражава той да бъде подобрен. Например публикацията за най-тежка котка подтиква много собственици на животни да хранят прекалено питомниците си, само и само да подобрят рекорда. Също пример за такъв рекорд е рекорда за свободно гмуркане. Поради опасността за участниците този рекорд не бива публикуван. През 1991 отпадат рекордите по надяждане и надпиване от съображения за здравето на участниците, както и от последващи съдебни искове.
Някои категории са затворени за бъдещи претенденти, защото рекордът се смята отвъд нивото на допустимост за здравето на човека. Има случаи, когато такива категории са били отваряни повторно. Например гълтането на мечове е затворена през 1990, но през 1998 трима претенденти биват допуснати до състезание в тази категория.

## Музеи
В последните години компанията Гинес е разрешила франчайзинг на някои малки музеи да показват тематични изложби по книгата. Всички такива музеи са разположени на популярни туристически места като Копенхаген, Сан Франциско, Сан Антонио, Ниагарския водопад, Холивуд, Атлантик Сити и др.